# Hs 129 (航空機)
ヘンシェル Hs 129
ヘンシェル Hs 129B-1
- 用途：対地攻撃機
- 製造者：ヘンシェル
- 運用者** ドイツ国（ドイツ空軍）
  -  ハンガリー
  -  ルーマニア
- 初飛行：1939年5月25日
- 生産数：865機
- 生産開始：1940年6月
- 運用開始：1942年4月
- 退役：1945年
- 運用状況：退役

ヘンシェル Hs 129は、第二次世界大戦中にドイツ空軍で運用された双発地上攻撃機である。

## 開発経緯
1937年頃にドイツ航空省（RLM）は「堅固な防御装甲を施した20 mm機関砲装備の小型双発攻撃機」の競争試作を各航空機生産会社に提示した。これに対しハンブルガー、フォッケウルフ、ゴータ、ヘンシェルの4社が応募し、設計審査を行った。その結果フォッケウルフとヘンシェルの設計案でそれぞれ試作を行うこととなった。
試作原型機は1939年頃それぞれ完成、比較審査が行われた。フォッケウルフのFw 189Cは、「空飛ぶ目」といわれた傑作偵察機Fw 189に装甲を施した機体で、双発双胴だった。それに対しヘンシェルのHs 129は最初からこの計画のために設計された機体だった。
Fw 189は元来、双胴の機体には大きな変更を加えずとも用途別にコックピットセクションを変更できるような設計であったが、周囲に装甲を施した2人載り用コックピットへの載せ替えと、20 mm砲2門、7.92 mm機銃4丁、後方銃座に7.92 mm機銃を搭載するなど様々な改造が施された結果、原型機よりも生産性が低下し価格も高価なものとなったが、エンジンは原型機と変わらずアルグス As 410A-1であり、重量増加に見合う出力は得られていなかった。
Hs 129も同じエンジンを搭載していたが、装甲装備による重量増加をある程度考慮した機体設計がなされていた。両機の差は明らかで、偵察機改造のバリエーション機と専用設計の機体とでは勝負にならず、第2教導航空団での審査の結果Hs 129が採用され、Hs 129A-0として12機が発注された。しかし空軍省はその性能にかならずしも満足できなかったとも伝えられている。
本機の胴体は装甲装備による重量増加防止のため三角形の断面としていたが、機体上方の横幅が狭く全体的に小型化していたため極端に狭いコックピットとなり、ほとんど座席スペースのみという状況で、一部エンジン関係計器はエンジンナセルに装備され、射撃照準器でさえ風防外に装備し、さらに操縦桿の動きまでもが制限されていた。分厚い防弾ガラスで構成されたキャノピーは満足な前方視界さえ得られなかったという。固定武装は、このコックピットを挟むように側面に7.92 mm×2、20 mm×2が装備された。最初の量産型とされた本機はアルグス As 410A-1（465馬力）×2機を搭載していたが、総重量5トンにも及ぶ機体に相応の性能を持たせるには無理があり、運動性が低く操縦性も劣悪で、熟練した操縦士でさえ乗りこなすことが難しかった。
1940年秋頃に数機が第2教導航空団麾下の部隊に配備され、実用試験が行われたが問題が多く、特にエンジンの出力不足による運動性の低さが指摘され、空軍省はHs 129A-0の量産移行を断念することを決定した。しかし、すでに第二次世界大戦が勃発しており、地上襲撃用機の部隊も編成され、専用機体の配備が早急に求められる状況となっていた。ヘンシェル社としては設計を改めた新型機の試作を提案したが、その時間的余裕を航空省は許さず、現設計を改良することを命じられた。
一番の問題点は運動性であったが、これは高出力エンジンの搭載によりある程度解決可能であることは解ってはいたものの、当時すでに高出力のエンジンは戦闘機や通常爆撃機に回されていたため、Hs 129が装備できるような量産型の高出力エンジンの供給が国内では難しい状況であった。
しかし占領したフランスで、ノーム・エ・ローヌ 14M空冷二重星型14気筒エンジン（700馬力）の転用に目処が付き、このフランス製エンジンを搭載した機体をHs 129Bとして再設計することとなった。エンジンナセル周りやコックピットの形状変更や改善、電動トリムタブの採用などの改修を加えた結果、かなりの性能向上が確認された。もっとも、それでもまだ鈍重な機体であることに代わりはなかったが、航空省としては量産することを決定した。
Hs 129は航空機としては重装甲の対地攻撃専用機として設計をスタートしているため、この種の機体として有名なソ連の地上攻撃機 Il-2 「シュトゥルモヴィーク」と比較されることもあるが、ドイツ軍としては装甲車輌攻撃専用というかなり絞り込んだ用途を想定していた機体であり、それより汎用性のあるIl-2とは多少性格が異なる。本機は重武装、重装甲の機体で実戦でも戦果を挙げたが、フランス製エンジンの信頼性が低く、重量に見合った出力ではなかったため、運動性の問題が最後までつきまとうこととなった。

## バリエーション
Hs 129A-0
最初の試作機、競争試作には合格した。7機が完成しそのうちの数機が第2教導航空団に送られ実用試験が実施されたがアルグス As 410A-1エンジンの出力では相応の機動性が得られず、量産はされなかった。
Hs 129B-0
エンジンをフランス製ノーム・エ・ローヌ 14M空冷二重星型14気筒エンジンに換装し、各部を改修した型。エンジンナセルを新エンジンに合わせ新たに設計を行い、外翼前縁を胴体と直角にし、方向舵に電動トリムタブを採用。エンジンの出力向上などで性能向上が確認され、量産されることとなった。
Hs 129B-1
最初の量産タイプ、B-0とほぼ同仕様。固定武装20 mmMG 151/20機関砲2門及び7.92 mmMG 17 機関銃2丁、爆弾装備用ハードポイントは胴体下面250 kgと外翼にそれぞれ50 kg一カ所ずつの計3箇所。
Hs 129B-1/R2
実戦使用後に固定武装では非力であることが判明したため、胴体下面にオプション兵装の「30 mmMK 101機関砲」を装備したタイプ。
普通の対地攻撃機では爆撃兵装を重視するが、対戦車用とされたHs 129の場合は直撃させる必要のある爆弾での攻撃は戦車への効果が薄いと考えられ、はじめから機関砲を重視するかたちで設計された。しかし試作に手間取り実戦で使用してみると、すでに固定主武装の20mm機関砲では敵の主力戦車を破壊するには非力であることが判明した。このため当初はオプション兵装として開発されていた「30mm MK 101機関砲」を胴体下面にパック装備する事が半ば標準化した。これはR2仕様と呼ばれた。MK101はタングステン弾芯を使用した徹甲弾により重装甲車両の側面、後面から装甲板に直角に命中させれば撃破する事が可能だった。装備弾数30発。
Hs129B-2
エンジン気化器周りを改修、アンテナ支柱を廃止したタイプ。またパック兵装をMK 101機関砲や、同口径の性能向上型MK 103機関砲、さらにBK3.7 37 mm機関砲装備を可能にしている。
Hs 129B-2/R4（Hs 129B-3）
1944年中ごろにB-2のパック兵装にBK7.5、75 mm対戦車砲を装備した仕様が試作された。
BK7.5は重量700 kgにも達する航空機にとっては巨砲で、通常でも運動性の悪いHs129をさらに鈍重にした。しかしその威力はすさまじく、スターリン戦車を一撃で葬る威力があったというが、携行弾数は12発が精一杯だった。パック装備とはいえ改造は大掛かりなもので、胴体中央にリング状の弾倉を装備、その下に駐退器を装備した吊り下げ固定架に支えられた砲身が搭載された。圧搾空気を利用して砲弾が装填される仕組みになっていた。当初Hs129B-2/R4の名称でテストされ、後にHs129B-3として正式採用された。25機程度が実戦配備されたという。

## 運用
本機は敵戦車を上空から攻撃し、砲塔部分を破壊していく様子から、「空飛ぶ缶切」の愛称がついた。
実戦配備後しばらくは装甲車両の進化もあり目立った戦果を上げることは出来なかった。1942年には2番目の装備部隊である第2地上襲撃航空団が北アフリカ戦線に送られたが、ミクロン単位の砂粒によるエンジン故障が多発し稼働率がおち、事故による損失が目立ったためイタリアに後退した。
大きな戦果を上げたのは1943年のツィタデレ作戦（クルスク戦車戦）時において、第1および第2地上襲撃航空団所属の数部隊によるローテーション襲撃によりソ連軍戦車旅団が数時間で潰滅した。
終戦間近までエンジン換装や武装強化プランが計画されたが、すでに本土が戦略爆撃に晒されている状態では戦闘機、迎撃機の生産に重点を置くほか無く、エンジン換装、武装強化計画さらには量産計画さえも後回しにされた。またノーム・ローンエンジンを生産していた工場も連合軍によるフランスの解放により失われた。
終戦直前の時期には特殊なロケット弾を装備した機体もテストされている。これは機体中心線上に下向きに装備された発射管に、弾頭と装薬、カウンターマス（弾頭と同質量の錘）を装填したもので、装薬に点火すると弾頭は下向きに、カウンターマスは上に射出されるデイビス式無反動砲の一種であった。さらに発射タイミングは、機首先端に装備されたアンテナから下向きに電波を発し、敵戦車からの反射電磁波を検知すると自動的に砲弾を発射するという凝った仕組みだった。現在でも研究されている重装甲車両の弱点の一つである上面装甲を狙ったトップアタック兵器であり自動発射という当時としては画期的とも言える内容ではあるものの、暴発で機体を損傷するなどトラブルが多発したようだ。実際に3機に装備されテストされたが、終戦前の混乱もあり正式採用には至らなかった。この兵器は通称「フェルスターゾンデ」、「森林の探し針」などと呼ばれたようである。

## スペック(Hs 129 B-1)
- 全長： 9.75 m
- 全幅： 14.20 m
- 全高： 3.25 m
- 翼面積： 28.9 m2
- 全備重量： 5,243 kg

Hs 129B

- エンジン： ノーム・ローン.14M 空冷14気筒 700 hp × 2
- 最大速度： 407 km/h
- 航続距離： 880 km
- 実用上昇限度： 9,000 m
- 武装
  - 7.92 mmMG 17 機関銃 × 2
  - 20 mmMG 151/20機関砲 × 2
  - 爆弾 250 kg
- 乗員： 1名

## 登場作品

### ゲーム
『War Thunder』
ドイツの空軍ツリーにB-2型、B-3型が攻撃機として登場。B-2は追加武装として30mm MK103砲、37mm BK 3,7砲、4つの50kg爆弾のいずれかを搭載可能。また、イタリアの空軍ツリーにルーマニア空軍仕様のB-2も登場する。